# 1275
سنة 1275 كانت سنة بسيطة تبدأ يوم الثلاثاء (الرابط يظهر نموذج التقويم الكامل للسنة) من التقويم اليولياني.

## أحداث
- تأسيس مدينة داوغافبيلس وتقع حاليا في لاتفيا.

## مواليد
- غيديمين
- فرناندو دي لا سيردا، لورد لارا حفيد ملك ألفونسو العاشر
- محمد بن المطهر
- والتر برلي فيلسوف إنجليزي مدرسي وعالم منطق وُلد في عام 1275 في لا تقل الأعمال المنسوبة له عن 50 عملًا

## وفيات
- بوهيموند السادس